# Аллигатор-Лейк
Аллигатор-Лейк — вулкан. Располагается на территории Юкона, Канада.
Аллигатор-Лейк является вулканическим полем, максимальная высота которого достигает 2217 метров. Находится к югу, юго-западу в 30 км от административного центра Юкона — Уайтхорса, недалеко от озера Аллигатор Лэйк. Вулканическое поле сложено застывшими базальтовыми лавовыми потоками, шлаковыми конусами. Потоки лавы извергались и провели свой путь на север от очага извержения. В эпоху голоцена произошёл одновременный вулканический взрыв из 2 шлаковых конусов щитовых вулканов, из которых начала вытекать лава, проделавшая свой путь около 6 км и растеклась на 10 км в ширину. Состав лавы того потока варьируется от базанитов до оливинитов. Остальные лавы содержат шпинелевые лерцолиты, гранитоидные ксенолиты, оливины, пироксены и шпинели.

## Видео
Аллигатор Лэйк и его окрестности на YouTube